# Classe Trad
La classe Trad fu una classe di torpediniere della Marina militare thailandese, composta da nove unità entrate in servizio tra il 1936 e il 1938.
Realizzate dalla ditta Cantieri Riuniti dell'Adriatico italiana, le Trad erano sostanzialmente una versione in scala ridotta delle torpediniere classe Spica della Regia Marina. Impegnate in azione durante la breve guerra franco-thailandese del 1941, nel corso della quale due delle unità furono affondate nella battaglia di Koh Chang, le Trad rimasero in servizio fino alla fine degli anni 1970.

## Caratteristiche
Tra il 1931 e il 1933 il Regno del Siam (Regno di Thailandia dal 1939) avviò un progetto di riorganizzazione delle sue forze navali, fino ad allora piuttosto trascurate quanto a materiali moderni, seguito nel 1935 da un programma piuttosto consistente di nuove costruzioni navali con cui ampliare la flotta sia sotto il profilo qualitativo che quantitativo. Tradizionalmente un cliente delle industrie navali giapponesi o britanniche, per il suo programma di espansione il governo di Bangkok decise di rivolgersi anche all'industria cantieristica del Regno d'Italia, che a cavallo tra il XIX e il XX secolo aveva messo a segno importanti successi nell'export delle navi da guerra; un primo contratto per la fornitura di due torpediniere costiere venne siglato nel 1934 tra il governo thailandese e la ditta Cantieri Riuniti dell'Adriatico (CRDA) di Trieste, seguito dall'ordine di altre sette unità del medesimo tipo dopo l'approvazione del programma di espansione del 1935.
Il progetto della classe Trad riprendeva quello delle torpediniere classe Spica in costruzione nel medesimo periodo per la Regia Marina italiana, ma in scala più ridotta visto il loro previsto impiego in acque costiere. Lo scafo delle Trad era lungo fuori tutto 68 metri, per una larghezza massima di 6,4 metri e un pescaggio di 2,13 metri; il dislocamento standard si aggirava sulle 318 tonnellate, cifra che saliva a 470 tonnellate con la nave a pieno carico. L'equipaggio ammontava a 70 tra ufficiali e marinai.
La propulsione era garantita da una coppia di turbine a vapore della Parsons, azionanti altrettanti alberi motore e alimentate da due caldaie Yarrow a olio combustibile; la potenza complessiva si aggirava di progetto sui 9.000 hp (6.700 kW) per una prevista velocità massima di 31 nodi, ma alle prove in mare le unità fecero registrare valori anche più elevati: la Phuket toccò una velocità massima di 32,34 nodi e fece registrare una potenza di 10.000 hp. L'autonomia si aggirava sulle 1.700 miglia nautiche alla velocità di crociera di 15 nodi.
L'armamento di artiglieria verteva su tre cannoni da 76 mm per la difesa antinave, ordinati alla ditta britannica Vickers-Armstrongs per esigenze di uniformità di munizionamento con le altre unità thailandesi, disposti in altrettanti impianti singoli (una a prua, due a poppa sovrapposti); la difesa antiaerea era invece garantita da una coppia di mitragliere italiane Breda 20/65 mm e quattro mitragliatrici singole da 8 mm. L'armamento silurante era composto da sei tubi lanciasiluri da 450 mm: due impianti binati erano a centro nave, mentre due impianti singoli erano collocati sui due lati del castello di prua.
Rimaste a lungo in servizio, le Trad subirono lavori di modernizzazione negli anni 1960 durante i quali l'armamento venne modificato: in particolare, vennero sbarcati uno dei pezzi da 76 mm e i due impianti singoli di lanciasiluri da 450 mm, mentre le quattro mitragliatrici da 8 mm furono rimpiazzate da uno o due più potenti cannoni antiaerei Bofors 40 mm; sembra inoltre che le unità furono dotate di impianti radar non meglio specificati.

## Unità
Tutte le unità furono realizzate nei cantieri della CRDA di Monfalcone.
| Nome        | Impostazione  | Varo              | Entrata in servizio | Destino finale                                                                          |
| ----------- | ------------- | ----------------- | ------------------- | --------------------------------------------------------------------------------------- |
| Trad        | febbraio 1934 | 29 settembre 1935 | marzo 1936          | radiata dal servizio nel novembre 1975                                                  |
| Puket       | gennaio 1934  | 26 ottobre 1935   | marzo 1936          | radiata dal servizio nel novembre 1975                                                  |
| Patani      | marzo 1935    | 28 novembre 1936  | ottobre 1938        | radiata dal servizio nel novembre 1975                                                  |
| Surasdra    | marzo 1935    | 14 novembre 1936  | ottobre 1938        | radiata dal servizio nel novembre 1977                                                  |
| Chanrdaburi | giugno 1936   | 26 novembre 1936  | ottobre 1938        | radiata dal servizio nel dicembre 1976                                                  |
| Rayong      | giugno 1936   | 16 dicembre 1936  | ottobre 1938        | radiata dal servizio nel dicembre 1976                                                  |
| Chunphorn   | luglio 1936   | 12 gennaio 1937   | ottobre 1938        | radiata dal servizio nel novembre 1975                                                  |
| Chonburi    | agosto 1936   | 18 gennaio 1937   | ottobre 1938        | affondata da unità navali francesi il 17 gennaio 1941 durante la battaglia di Koh Chang |
| Songhkla    | agosto 1936   | 10 febbraio 1937  | ottobre 1938        | affondata da unità navali francesi il 17 gennaio 1941 durante la battaglia di Koh Chang |